# جوان ديكسون
جوان ديكسون (بالإنجليزية: Joan Dixon)‏ هي مغنية وممثلة أمريكية، ولدت في 6 يونيو 1930 في الولايات المتحدة، وتوفيت في 20 فبراير 1992 بلوس أنجلوس في الولايات المتحدة.

## وصلات خارجية
- جوان ديكسون على موقع IMDb (الإنجليزية)
- جوان ديكسون على موقع أول موفي (الإنجليزية)
- جوان ديكسون على موقع قاعدة بيانات الفيلم (الإنجليزية)